# Euteleostomi
Euteleostomi là nhánh (ở cấp siêu lớp hoặc cao hơn) thành công của động vật có xương sống, bao gồm trên 90% các loài động vật có xương sống còn sinh tồn. Euteleostomi có nghĩa là "động vật có miệng hoàn hảo thật sự" hay "động vật có xương sống bằng chất xương". Cả hai phân nhóm chính của nó đều thành công ngày nay: Actinopterygii bao gồm phần lớn các loài cá còn sinh tồn, còn Sarcopterygii (khi mở rộng để trở thành đơn ngành) thì bao gồm chủ yếu là động vật bốn chân (Tetrapoda).
Nhánh này đôi khi còn gọi là "Osteichthyes", nhưng do tên gọi này có nghĩa đen là "cá xương" và theo phân loại truyền thống là nhóm cận ngành do không bao gồm Tetrapoda, nên tên gọi Euteleostomi đã được tạo ra để thay thế.
Ban đầu, tất cả các loài Euteleostomi đầu tiên đều có xương dây sống trong, các vây với các tia vây bằng chất xương, phân đoạn, tạo thành cặp ở hai bên (lepidotrichia), và các quai hàm được dàn hàng và duy trì bởi các xương hàm, xương tiền hàm và xương răng. Nhiều đặc trưng trong số này đã mất đi trong các nhóm hậu duệ, chẳng hạn như lepidotrichia đã mất đi ở Tetrapoda, và chất xương mất đi ở các loài cá sụn hóa xương (Chondrostei).

## Phân loại
Euteleostomi chứa các nhánh/phân nhóm còn sinh tồn sau:
- Actinopterygii
  - Cladistia
    - Polypteriformes

  - Actinopteri
    - Chondrostei
      - Acipenseriformes

    - Neopterygii
      - Holostei
      - Teleostei
- Sarcopterygii
  - Coelacanthimorpha (= Actinistia)
    - Coelacanthiformes

  - Dipnotetrapodomorpha sedis mutabilis
    - Dipnoi (= Dipnomorpha)
      - Ceratodontiformes (có thể bao gồm cả Lepidosireniformes)
      - Lepidosireniformes

    - Tetrapodomorpha
      - Tetrapoda